# Plan-d’Aups-Sainte-Baume
Plan-d’Aups-Sainte-Baume – miejscowość i gmina we Francji, w regionie Prowansja-Alpy-Lazurowe Wybrzeże, w departamencie Var.
Według danych na rok 1990 gminę zamieszkiwało 361 osób, a gęstość zaludnienia wynosiła 14 osób/km² (wśród 963 gmin regionu Prowansja-Alpy-W. Lazurowe Plan-d’Aups-Sainte-Baume plasuje się na 532. miejscu pod względem liczby ludności, natomiast pod względem powierzchni na miejscu 394.).